# Чемпіонат Швеції з футболу 1901
Svenska Mästerskapet 1901 — шостий чемпіонат Швеції з футболу. Участь у турнірі взяло 4 команди.
Чемпіоном Швеції став клуб АІК зі Стокгольма.

## Півфінал
7 вересня 1901 «Ергрюте» ІС - 2 (Гетеборг) — Гетеборг ІФ 1:0
8 вересня 1901 АІК (Стокгольм) — «Ергрюте» ІС (Гетеборг) 3:0

## Фінал
8 вересня 1901 АІК (Стокгольм) — «Ергрюте» ІС - 2 (Гетеборг) (технічна поразка)